# Warny
Warny – osada w Polsce położona w województwie warmińsko-mazurskim, w powiecie ostródzkim, w gminie Miłakowo.
W latach 1975–1998 miejscowość administracyjnie należała do województwa olsztyńskiego. Miejscowość leży w historycznym regionie Prus Górnych.
W roku 1973 jako majątek Warny należały do powiatu morąskiego, gmina i poczta Miłakowo.